# نامپولا
نامپولا (به لاتین: Nampula) یک شهر در موزامبیک است که در استان نامپولا واقع شده‌است.

## خصوصیات
نامپولا با ۴۷۱٬۷۱۷ نفر جمعیت دومین شهر بزرگ موزامبیک است و ۳۶۰ متر بالاتر از سطح دریا واقع شده‌است.

## خواهرخوانده
شهرهای آمارانته و لیریا خواهرخوانده‌های نامپولا هستند.

## نگارخانه

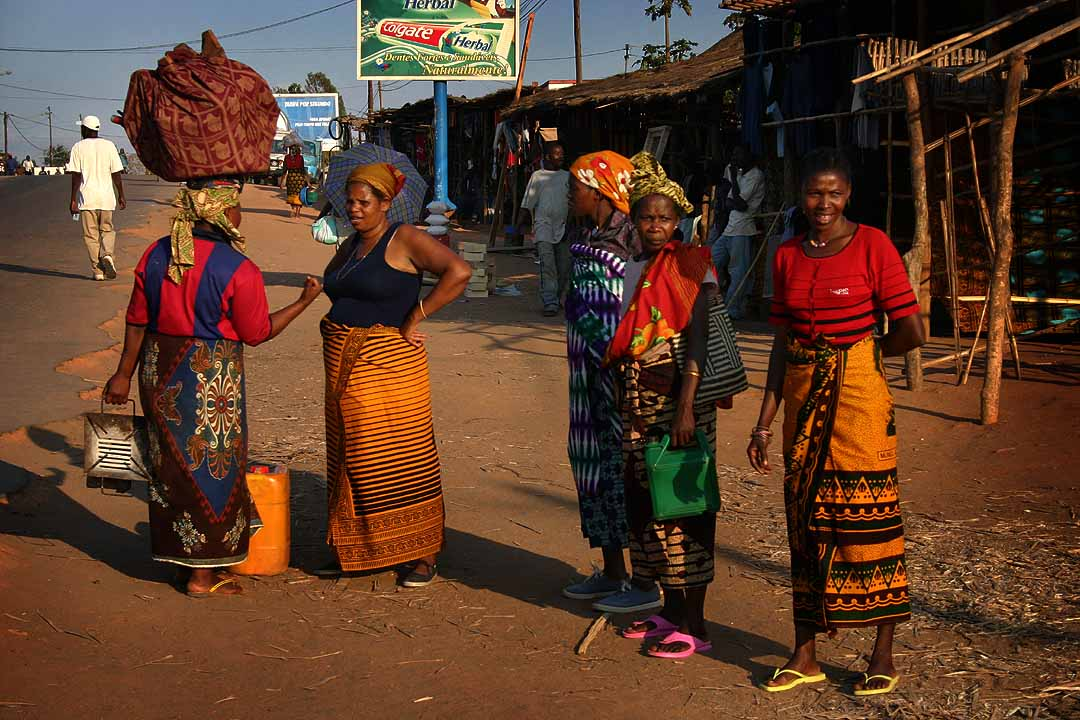
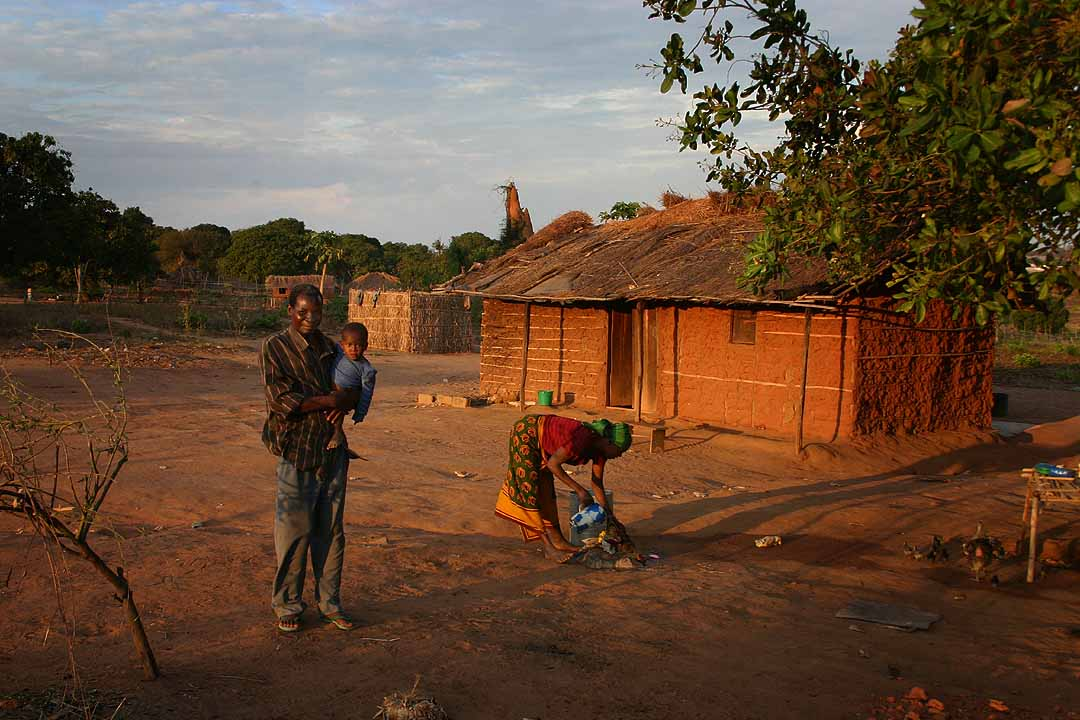
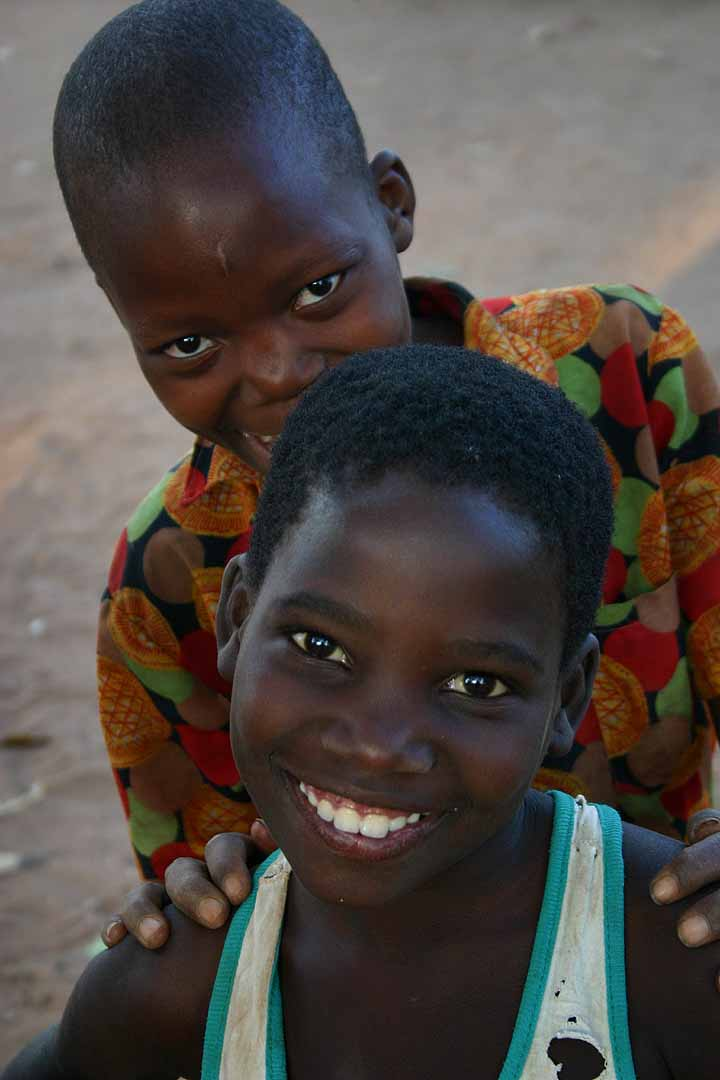